# Down to Earth (альбом Оззі Осборна)
Down to Earth — восьмий сольний альбом Оззі Осборна, виданий в 2001 році.

## Список пісень
1. «Gets Me Through» — 5:04
2. «Facing Hell» — 4:25
3. «Dreamer» — 4:44
4. «No Easy Way Out» — 5:06
5. «That I Never Had» — 4:23
6. «You Know… (Part 1)» — 1:06
7. «Junkie» — 4:28
8. «Running Out of Time» — 5:05
9. «Black Illusion» — 4:21
10. «Alive» — 4:54
11. «Can You Hear Them?» — 4:58

## Учасники запису
- Оззі Осборн — вокал
- Закк Вайлд — гітара
- Роберт Трухільйо — бас-гітара
- Майк Бордін — ударні

Додаткові музиканти
- Тім Палмер — ритм-гітара, акустична гітара, клавішні, військові барабани, бек-вокал, продюсер, мікшування
- Майкл Рейло — клавішні, аранжування струнних, бек-вокал
- Денні Сабер — додаткові гітари на «Alive»

## Позиції в чартах
Альбом
| Чарт (2001)              | Позиція |
| ------------------------ | ------- |
| Australian Albums Chart  | 33      |
| Canadian Albums Chart    | 2       |
| Danish Albums Chart      | 42      |
| German Albums Chart      | 47      |
| Finnish Albums Chart     | 19      |
| Japanese Albums Chart    | 8       |
| New Zealand Albums Chart | 41      |
| Swedish Albums Chart     | 1       |
| UK Albums Chart          | 19      |
| Billboard 200            | 4       |